# Jiří Koubský
Jiří Koubský (Kyjov, 5 agosto 1982) è un ex calciatore ceco, di ruolo difensore.

## Palmarès

### Club

#### Competizioni nazionali
- Campionato di LBN: 1

San Gallo: 2008-2009